# Jean-Victor Constant de Rebecque
Pour les articles homonymes, voir Constant.
Jean-Victor Constant de Rebecque, né le 22 septembre 1773 à Genève et mort le 12 juin 1850, est un militaire et diplomate du XIXe siècle qui combattit pour les Néerlandais et les Anglais.

## Famille
Il est le fils de François Marie Samuel Constant de Rebecque, seigneur d'Hermenches (1729-1800) et de sa seconde épouse Louise-Catherine Gallatin (1736-1814). Son père, ainsi que son grand-père Samuel Constant de Rebecque (1676-1756) étaient au service de la maison d'Orange. Il est l'oncle de Benjamin Constant. Il épouse Isabella Catharina Anna Jacoba baronesse van Lynden (1768-1836) à Brunswick, le 29 avril 1798.

## Carrière
Il commence en France au service du roi comme sous-lieutenant au régiment de Gardes Suisse en 1788. Il sauve sa vie de justesse le 10 août 1792 pendant les massacres des Tuileries. Il retourne en Suisse jusqu'à ce qu'il trouve une place au service de la maison d'Orange en 1793. Lors de la création de la République Batave (1795-1798), il passe au service du Royaume-Uni, puis au service de la Prusse entre 1798 et 1811 ; il y devient tuteur du prince Guillaume II des Pays-Bas qu'il prépare pour ses examens d'officier prussien, puis accompagne celui-ci à l'université d'Oxford, où il obtient pour lui-même un doctorat honoris causa en 1811.

## Au service du Royaume-Uni
Le prince entrant comme aide de camp du duc de Wellington au service des Anglais, il obtint un commandement anglais comme major et participa à la bataille de Vittoria, il fut promu lieutenant-colonel dans la Légion d'Orange-Nassau en novembre 1813. Il prit part au siège de Bergen op Zoom il passa général le 30 novembre 1814. En tant que chef d'état-major, il dut réorganiser les armées de Hollande puis belgo-hollandaises entre 1813 et 1815, jouant un rôle important lors de la campagne des Cent-Jours. L'armée fut organisée sur le modèle français en se fondant partiellement sur les généraux qui avaient servi dans la Grande Armée napoléonienne comme David Chassé, mais aussi sur leurs anciens ennemis comme Henri de Perponcher Sedlintsky.

## Campagne des Cent-Jours
Avec la nomination de Wellington comme maréchal de l'armée des Pays-Bas, l'armée de ce royaume se trouve placée dans l'organigramme anglais, mais Wellington prit toujours le soin de faire transiter la chaine hiérarchique par le canal de Guillaume et son quartier-maître-général Constant-Rebecque, qui joua un rôle important dans la préparation de la bataille des Quatre Bras.

## Révolution belge, campagne des dix-jours
Constant de Rebecque, toujours chef d'état-major de l'armée, ajouta à cette fonction, en 1826, celle de tuteur du prince héritier. Il fut également le fondateur de l'académie royale militaire de Breda. Il était au siège de Bruxelles lors de la révolution belge de 1830, où il fut blessé, puis se retira du service en 1837. Il fut fait baron par Guillaume II, se retira dans ses terres de Silésie et y décéda en 1850.